# 공주교도소
공주교도소(公州矯導所)는 일제강점기부터 이어져 온 대한민국의 교도소이다. 충청남도 공주시에 있다.

## 역사
대한제국 말기인 1908년에 공주감옥이라는 이름으로 개설되었다. 당시 위치는 공주시 교동이었다. 1923년에 공주형무소로 개칭되었고, 1961년에 공주교도소가 되었다. 1978년에 현 위치인 공주시 금흥동으로 이전하였다.

## 사건
한국 전쟁 발발 직후에 공주형무소 재소자 중 좌익 정치범과 국민보도연맹 가입자 약 700명에서 1천 명이 왕촌리 말머리재로 끌려가 학살되었다는 주장이 있다. 이때는 1950년 7월 초로, 조선인민군이 남하하면서 아직 공주에 도달하지 못했을 때였다.